# Coralliophila abbreviata
Coralliophila abbreviata är en snäckart som först beskrevs av Jean-Baptiste Lamarck 1816.  Coralliophila abbreviata ingår i släktet Coralliophila och familjen Coralliophilidae. Inga underarter finns listade i Catalogue of Life.